# Henan Nanzi Paiqiu Dui
Lo Henan Nanzi Paiqiu Dui è una società pallavolistica maschile cinese con sede a Xuchang e militante nel massimo campionato cinese, la Volleyball League A.

## Storia
Lo Henan Nanzi Paiqiu Dui viene fondata nel 1958, come formazione provinciale dello Henan. Prima della nascita del campionato cinese professionistico nel 1996, la squadra prende parte a tornei locali ed amatoriali, per poi essere iscritta alla serie cadetta del neonato torneo nella stagione 1996-97, al termine della quale ottiene immediatamente la promozione in Volleyball League A, debuttandovi nella stagione seguente, chiusa in quarta posizione.
Dopo il quinto posto del campionato 1998-99, la squadra per sette annate la squadra colleziona solo piazzamenti di medio-bassa classifica, fino al campionato 2006-07, nel quale sale per la prima volta sul podio del campionato cinese, occupando la terza piazza. Dopo essersi confermato in terza posizione anche nel campionato seguente, nella stagione 2008-09 lo Henan raggiunge la prima finale scudetto della propria storia, uscendo sconfitto contro lo Shanghai Nanzi Paiqiu Dui.
Nelle annate seguenti, ad eccezione del campionato 2012-13 chiuso al terzo posto, lo Henan ottiene esclusivamente piazzamenti a metà classifica.

## Rosa 2015-2016
| N° | Nome            | Ruolo | Data di nascita  | Nazionalità sportiva |
| -- | --------------- | ----- | ---------------- | -------------------- |
| 1  | Rui Li          | C     | 15 marzo 1990    | Cina                 |
| 2  | Sun Kai         | S     | 1º febbraio 1988 | Cina                 |
| 3  | Song Chaofan    | C     | 18 giugno 1988   | Cina                 |
| 4  | Wang Jiawei     | S     | 12 gennaio 1994  | Cina                 |
| 5  | Wang Chunlin    | S/O   | 11 febbraio 1988 | Cina                 |
| 6  | Jiao Shuai      | P     | 28 gennaio 1984  | Cina                 |
| 7  | Li Yuanbo       | C     | 1º maggio 1995   | Cina                 |
| 8  | Liu Heng        | P     | 28 aprile 1993   | Cina                 |
| 9  | Gao Yi          | L     | 1º marzo 1994    | Cina                 |
| 10 | Cui Jianjun     | S     | 1º agosto 1985   | Cina                 |
| 11 | Yu Shuo         | S     | 8 luglio 1992    | Cina                 |
| 12 | Jiang Zhengyang | C     | 25 agosto 1998   | Cina                 |
| 13 | Ma Zhendong     | C     | 4 gennaio 1992   | Cina                 |
| 14 | Du Kunyu        | S     | 9 dicembre 1992  | Cina                 |
| 15 | Yu Lei          | L     | 5 giugno 1987    | Cina                 |
| 16 | Mao Jingzheng   | S     | 15 febbraio 1988 | Cina                 |
| 17 | Zhang Shihao    | S     | 1º novembre 1995 | Cina                 |
| 18 | Zhao Mudi       | P     | 7 agosto 1982    | Cina                 |
| 19 | Ba Long         | S/O   | 2 gennaio 1997   | Cina                 |
| 20 | Li Yize         | S     | 12 giugno 1997   | Cina                 |